# Campionato tedesco di calcio 1894
Il campionato tedesco di calcio fu disputato nel 1894 ma assegnato solo nel 2007 al Viktoria Berlino. All'epoca dei fatti il titolo (ancora non ufficiale) veniva assegnato alla vincitrice di una finale cui accedevano squadre che, dopo aver superato una fase regionale, superavano dei turni ad eliminazione diretta.

## L'antefatto (1894)
In quell'anno le due squadre a guadagnarsi l'accesso alla finale furono l'Hanau, club della regione dell'Assia, e il Viktoria Berlino.
L'Hanau però, non poté andare nella capitale a giocare la partita di ritorno, dato che non aveva fondi sufficienti per sostenere le spese che avrebbe comportato la trasferta. Si decise quindi di assegnare il titolo a tavolino al Viktoria.

## La disputa (2007)
Ben 113 anni dopo, il 21 luglio 2007, sollecitati anche dalla Bundesliga, i due club disputarono la finale di andata, finita 3-0 per i berlinesi: una settimana dopo, il 28 luglio, si giocò anche la partita di ritorno che, più di un secolo prima, non si poté giocare. Alla fine il Viktoria legittimò il risultato dell'andata, pareggiando 1-1 e vincendo così il titolo. 
In entrambre le gare sono stati utilizzati palloni di cuoio molto simili a quelli in uso nel XIX secolo.